# قصعين مليح
قصعين شكيل (الاسم العلمي: Salvia formosa) هو نوع نباتي يتبع جنس القصعين من فصيلة الشفوية.